# Frank malgaski
Frank malgaski – dawna waluta Madagaskaru, dzieląca się na sto centymów.
Frank malgaski został wycofany z obiegu w 2005, zastąpiono go nową walutą ariary. Na terenach wiejskich franki dalej są w powszechnym użyciu.